# عبود غفلة
عبود بن غفلة بن جواد بن حسين بن عبد الرضا الشمرتي الخاقاني (1276 هـ - 1356 هـ). هو شاعر شعبي عراقي شيعي له عدة دواوين شعرية معروفة ومطبوعة بإسمه ديوان عبود غفلة، وقصائده الشعرية مكتوبةٌ باللهجة العراقيَّة العاميَّة، وتتمحور قصائده حول المواضيع الدينية ورثاء أهل البيت. والعديد من الرواديد (المُنشدين الشيعة) يقرأون قصائده ويُسجّلونها بأصواتهم كقصيدة عجّت العصرين التي قرأها الرادود المعروف باسم الكربلائي.

## نسبه وولادته ونشأته
هو عبود بن غفلة بن جواد بن عبد الرضا الشمرتي الخاقاني، ويرجع لقبيلة البوهات وهي إحدى عشائر خاقان التي تسكن أرض المحاويل التابعة للحلَّة، وأسرته آل الشمرتي الموجودة بالنجف متفرعَّة منها، وأخواله من أسرة آل الفيخراني وهي إحدى الأسر الخاقانيَّة وخصوصا الزعيم عبود الفيخراني. 
وأما ولادته فكانت في محلة البراق بالنجف عام 1276 هـ وفقاً لما استقربه علي الخاقاني في ترجمته له الموجودة في مقدمَّة ديوان البلاغة الشعبيَّة المطبوع، وكان أخواله من آل الفيخراني معروفون بالخطابة الحسينيَّة فساعده ذلك على تنميَّة شاعريته.
وكان المجتمع النجفي زاخراً حينها بالشعراء الشعبيين، ومنهم زاير الدويج، ومرزة الحلي، وعلي البازي، ومحمد علي شحاثة، وإبراهيم أبو شبع، وملا جبار الشيخ سعد، ويقول الخاقاني في ذلك: «وشاعرنا عبود استطاع أن يفرض نفسه في مجتمعه الذي حوى أفذاذ الشعراء الشعبيين».

## وفاته
كانت وفاته بالنجف سنة 1356 هـ، وشارك في تشييعه جموع من أهل الشعر والخطابة، ودُفن بمقبرة وادي السلام مجاوراً لمقام هود وصالح.

## دواوينه
وإن كان عبود غفلة ناظماً للشعر الشعبي، غير أنَّه كان أمياً لا يقرأ ولا يكتب غير أنَّ المهتمين من المحيطين به قاموا بجمع شعره وتفريغه في دواوين، وله أشعار متفرِّقة ومبثوثة داخل الكتب والمؤلَّفات، ومن دواوينه:
| - جمر المصاب. | - البلاغة الشعبية في المراثي الحسينية. |

## صور

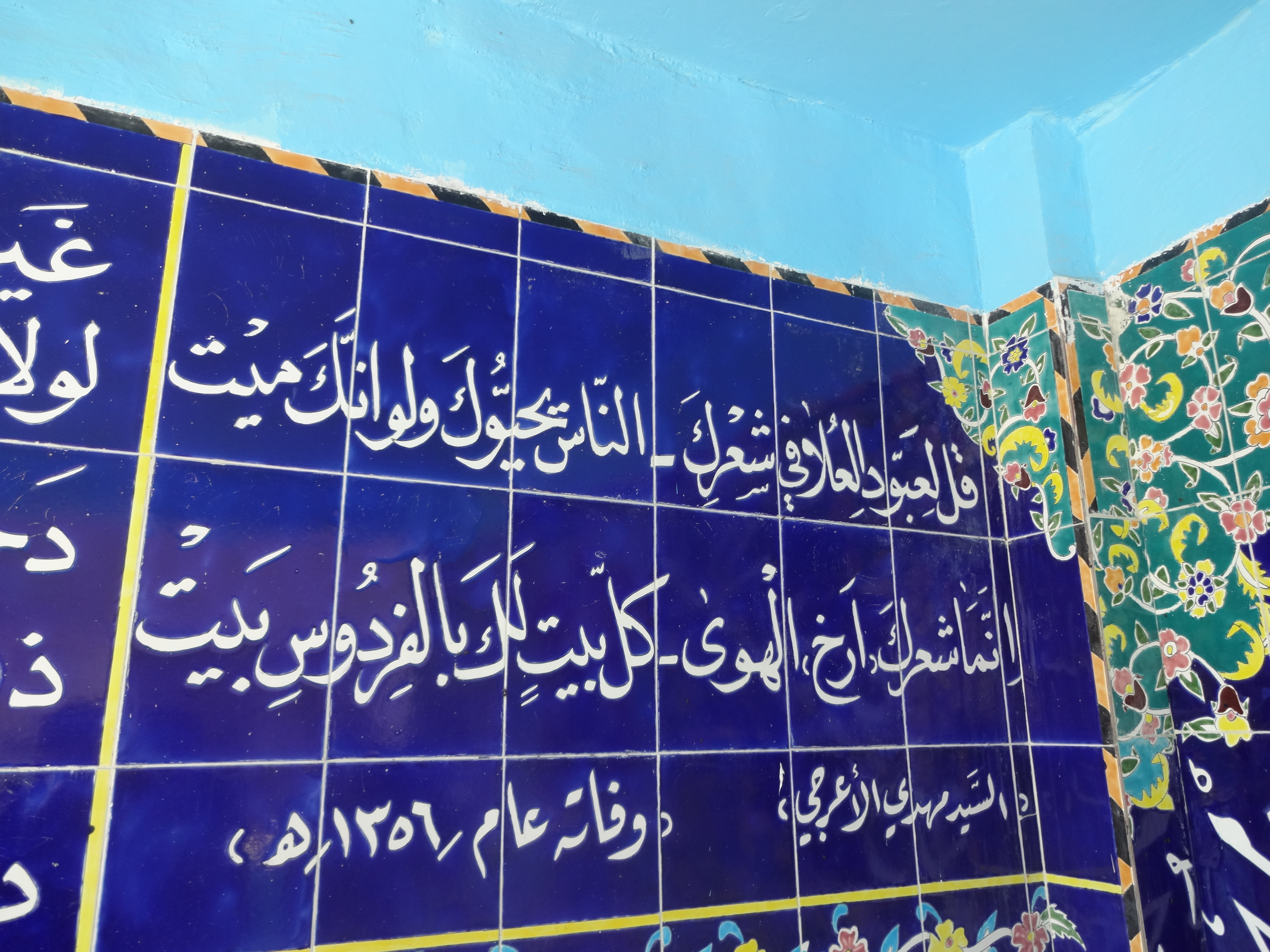
الحائط المحيط بقبر غفلة مكتوب عليه بيتين من الشعر.
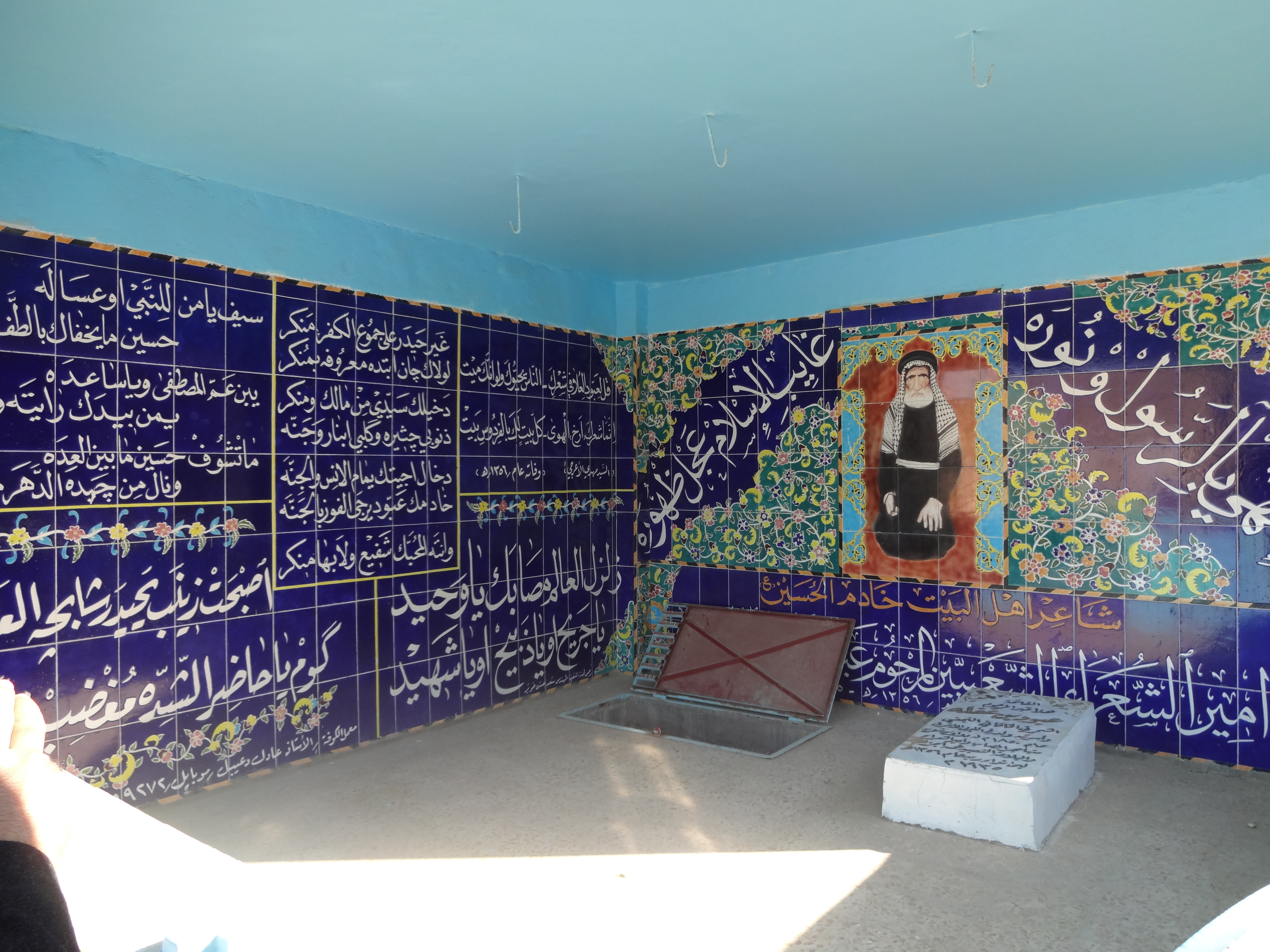
قبر غفلة والحائط المحيط به.

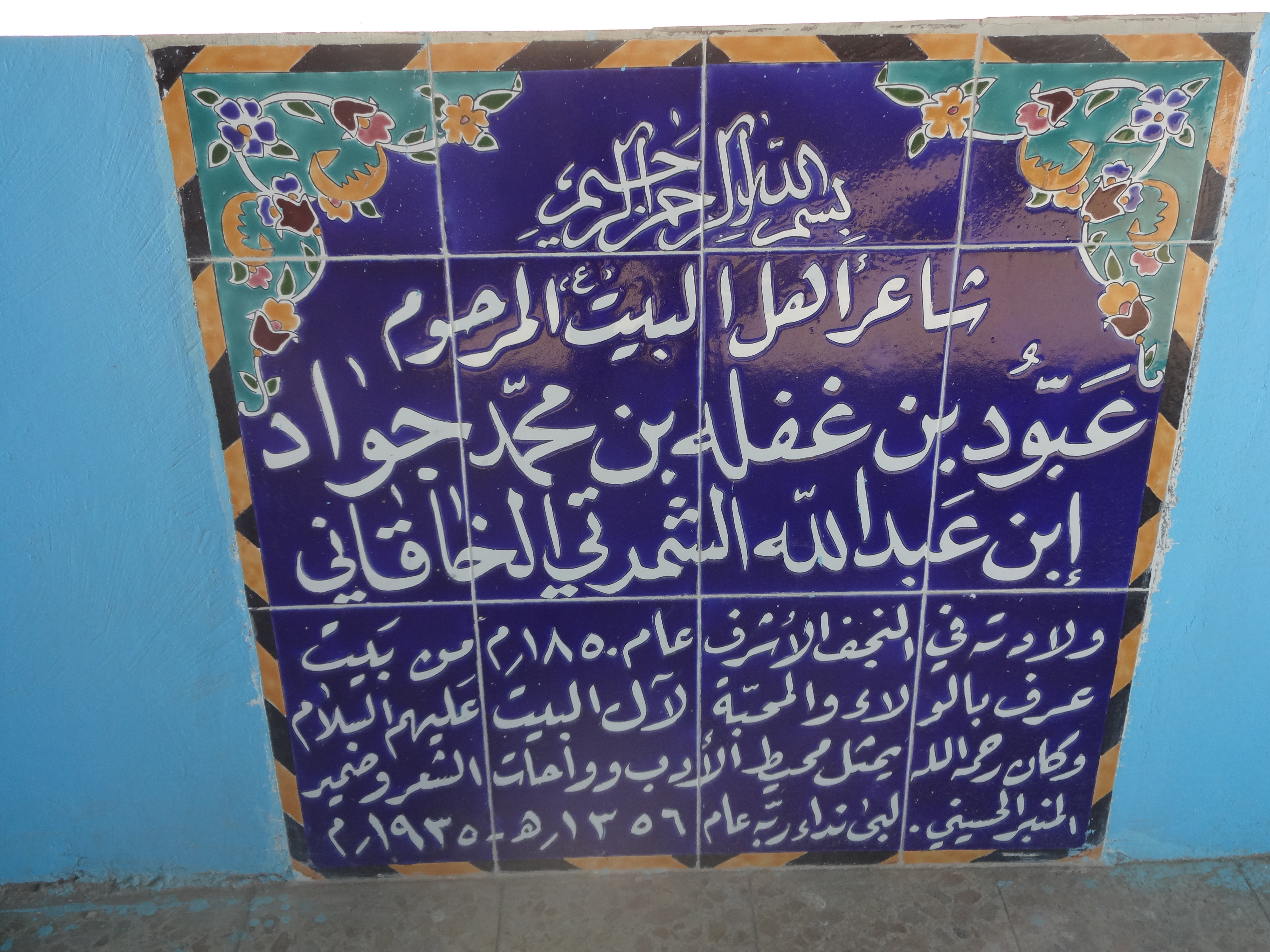
يافطة القبر.
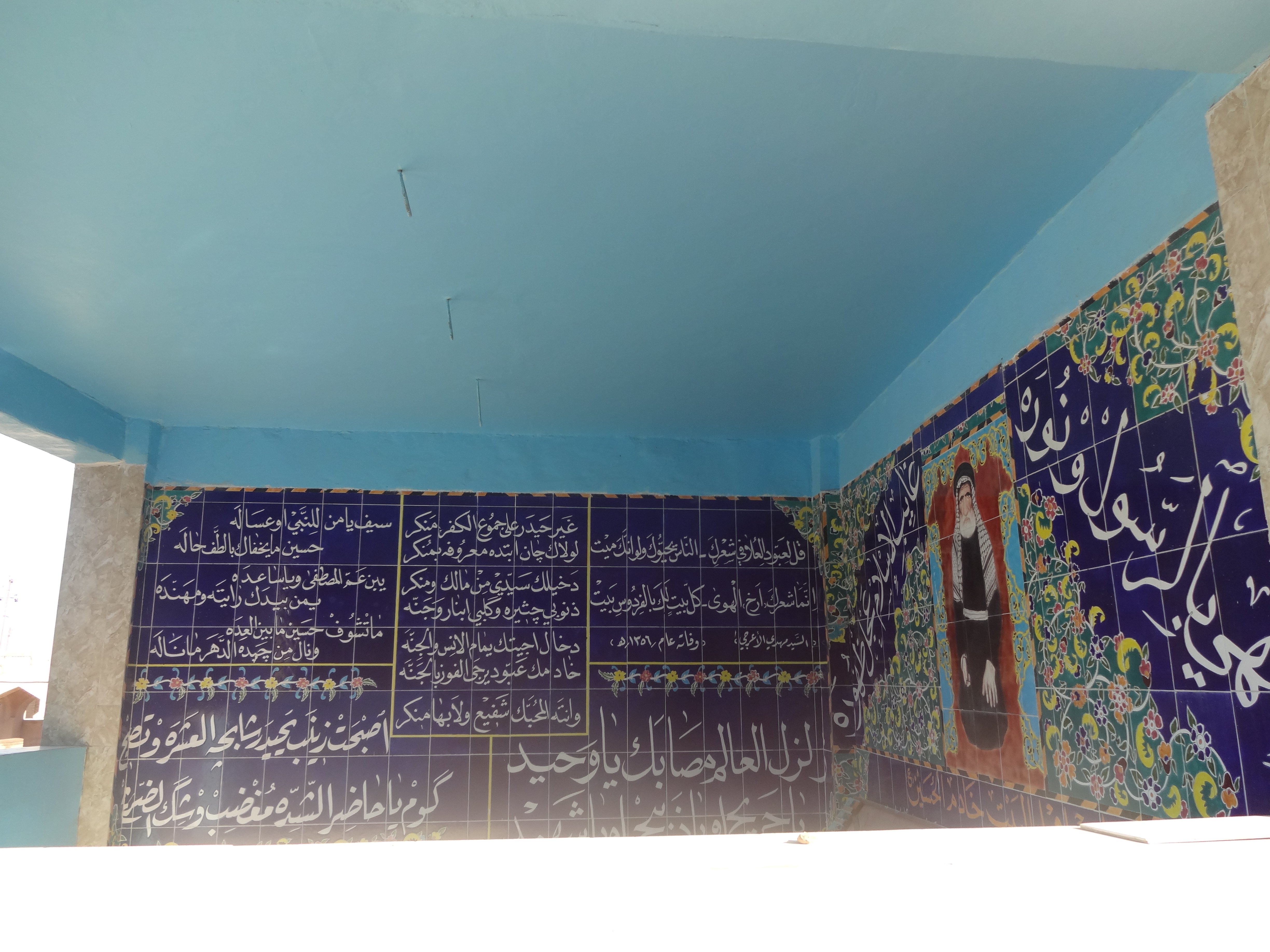
صورة جانبيَّة للحائط المحيط بالقبر.

## وصلات خارجية
- قصيدة عجَّت العصرين بصوت باسم الكربلائي على يوتيوب
- قصيدة عجَّت العصرين بصوت محمد الحجيرات على يوتيوب
- قصائد متنوعة لعبود غفلة
- قصيدة إلهي بالرسول ونوره بصوت السيّد حسن الكربلائي وباسم الكربلائي على يوتيوب